# Aphaenogaster pallida
Aphaenogaster pallida é uma espécie de inseto do gênero Aphaenogaster, pertencente à família Formicidae.